# 雙葉禾圓盾介殼蟲
雙葉禾圓盾介殼蟲（学名：Chortinaspis biloba）为盾介殼蟲科禾圓盾介殼蟲屬下的一个种。